# 牧野和彦
牧野 和彦（まきの かずひこ、1965年5月 - ）は、日本の与信管理コンサルタント兼企業経営者、ナレッジマネジメントジャパンの代表取締役社長。クレディセイフ企業情報の元代表取締役社長。

## 概要
早稲田大学卒。米大手企業情報会社を経て、2000年に与信管理のコンサルティング会社、ナレッジマネジメントジャパン株式会社を設立。2016年にクレディセイフ企業情報 代表取締役に就任。与信管理、債権回収、財務分析、 海外取引などをテーマに約800回の講演をこなし、受講者数は19,000名を超える。日本人で初めてNational Collections & Credit Riskにおいて講演。世界10カ国で英語でのセミナー実績を持つ。
日本経済新聞、早稲田大学、SMBCコンサルティング、東京商工会議所、JETRO、日本経営協会の講師としても活動中。

## 著書
- 『海外取引の与信管理と債権回収の実務』（日本実業出版社）
- 『海外取引の与信管理と* 債権回収』（税務経理協会）
- 『税理士・会計事務所のための与信管理ガイド』（中央経済社）
- 『海外取引でよく使われる与信管理の英語』（IBCパブリッシング）
- 『これだけある！お金をかけずにマスターするビジネス英語』（中経出版）
- 『eビジネスのリスクマネジメント』（エクスメディア）
- 『ダンの企業審査入門』（日本経済新聞社）